# Rheocricotopus effusoides
Rheocricotopus effusoides är en tvåvingeart som beskrevs av Ole Anton Saether 1985. Rheocricotopus effusoides ingår i släktet Rheocricotopus och familjen fjädermyggor.
Artens utbredningsområde är South Dakota. Inga underarter finns listade i Catalogue of Life.